# Grand Prix São Paula 2021
Grand Prix São Paula 2021 (oficiálně Formula 1 Heineken Grande Prêmio de São Paulo 2021) se jela na okruhu Autódromo José Carlos Pace v São Paulo v Brazílii dne 14. listopadu 2021. Závod byl devatenáctým v pořadí v sezóně 2021 šampionátu Formule 1.

## Kvalifikace
| Poř.                       | No. | Jezdec             | Konstruktér               | Časy v kvalifikaci | Časy v kvalifikaci | Časy v kvalifikaci | Pořadí na startu |
| Poř.                       | No. | Jezdec             | Konstruktér               | Q1                 | Q2                 | Q3                 | Pořadí na startu |
| -------------------------- | --- | ------------------ | ------------------------- | ------------------ | ------------------ | ------------------ | ---------------- |
| 1                          | 33  | Max Verstappen     | Red Bull Racing-Honda     | 1:09.329           | 1:08.499           | 1:08.372           | 1                |
| 2                          | 77  | Valtteri Bottas    | Mercedes                  | 1:09.040           | 1:08.426           | 1:08.469           | 2                |
| 3                          | 11  | Sergio Pérez       | Red Bull Racing-Honda     | 1:09.172           | 1:08.973           | 1:08.483           | 3                |
| 4                          | 10  | Pierre Gasly       | AlphaTauri-Honda          | 1:09.347           | 1:08.903           | 1:08.777           | 4                |
| 5                          | 55  | Carlos Sainz Jr.   | Ferrari                   | 1:09.046           | 1:09.031           | 1:08.826           | 5                |
| 6                          | 16  | Charles Leclerc    | Ferrari                   | 1:09.155           | 1:08.859           | 1:08.960           | 6                |
| 7                          | 4   | Lando Norris       | McLaren-Mercedes          | 1:09.365           | 1:09.030           | 1:08.980           | 7                |
| 8                          | 3   | Daniel Ricciardo   | McLaren-Mercedes          | 1:09.374           | 1:09.093           | 1:09.039           | 8                |
| 9                          | 14  | Fernando Alonso    | Alpine-Renault            | 1:09.391           | 1:09.137           | 1:09.113           | 9                |
| 10                         | 31  | Esteban Ocon       | Alpine-Renault            | 1:09.430           | 1:09.189           |                    | 10               |
| 11                         | 5   | Sebastian Vettel   | Aston Martin-Mercedes     | 1:09.451           | 1:09.399           |                    | 11               |
| 12                         | 22  | Júki Cunoda        | AlphaTauri-Honda          | 1:09.350           | 1:09.483           |                    | 12               |
| 13                         | 7   | Kimi Räikkönen     | Alfa Romeo Racing-Ferrari | 1:09.598           | 1:09.503           |                    | 13               |
| 14                         | 99  | Antonio Giovinazzi | Alfa Romeo Racing-Ferrari | 1:09.342           | 1:10.227           |                    | 14               |
| 15                         | 18  | Lance Stroll       | Aston Martin-Mercedes     | 1:09.663           |                    |                    | 15               |
| 16                         | 6   | Nicholas Latifi    | Williams-Mercedes         | 1:09.897           |                    |                    | 16               |
| 17                         | 63  | George Russell     | Williams-Mercedes         | 1:09.953           |                    |                    | 17               |
| 18                         | 47  | Mick Schumacher    | Haas-Ferrari              | 1:10.329           |                    |                    | 18               |
| 19                         | 9   | Nikita Mazepin     | Haas-Ferrari              | 1:10.589           |                    |                    | 19               |
| DSQ                        | 44  | Lewis Hamilton     | Mercedes                  | 1:08.733           | 1:08.068           | 1:07.934           | 20               |
| 107% času vítěze: 1:13.544 |     |                    |                           |                    |                    |                    |                  |
| Zdroj:                     |     |                    |                           |                    |                    |                    |                  |

Poznámky
1. ↑  Lewis Hamilton se kvalifikoval jako první, ale byl diskvalifikován, protože jeho DRS nebylo v souladu s pravidly. Start mu byl povolen sportovními komisaři.

## Kvalifikační sprint
| Poř.                                                                            | No. | Jezdec             | Konstruktér               | Počet kol | Čas/Odstoupení | Pořadí na startu | Body | Konečné pořadí |
| ------------------------------------------------------------------------------- | --- | ------------------ | ------------------------- | --------- | -------------- | ---------------- | ---- | -------------- |
| 1                                                                               | 77  | Valtteri Bottas    | Mercedes                  | 24        | 29:09.559      | 2                | 3    | 1              |
| 2                                                                               | 33  | Max Verstappen     | Red Bull Racing-Honda     | 24        | +1.170         | 1                | 2    | 2              |
| 3                                                                               | 55  | Carlos Sainz Jr.   | Ferrari                   | 24        | +18.723        | 5                | 1    | 3              |
| 4                                                                               | 11  | Sergio Pérez       | Red Bull Racing-Honda     | 24        | +19.787        | 3                |      | 4              |
| 5                                                                               | 44  | Lewis Hamilton     | Mercedes                  | 24        | +20.872        | 20               |      | 10             |
| 6                                                                               | 4   | Lando Norris       | McLaren-Mercedes          | 24        | +22.558        | 7                |      | 5              |
| 7                                                                               | 16  | Charles Leclerc    | Ferrari                   | 24        | +25.056        | 6                |      | 6              |
| 8                                                                               | 10  | Pierre Gasly       | AlphaTauri-Honda          | 24        | +34.158        | 4                |      | 7              |
| 9                                                                               | 31  | Esteban Ocon       | Alpine-Renault            | 24        | +34.632        | 10               |      | 8              |
| 10                                                                              | 5   | Sebastian Vettel   | Aston Martin-Mercedes     | 24        | +34.867        | 11               |      | 9              |
| 11                                                                              | 3   | Daniel Ricciardo   | McLaren-Mercedes          | 24        | +35.869        | 8                |      | 11             |
| 12                                                                              | 14  | Fernando Alonso    | Alpine-Renault            | 24        | +36.578        | 9                |      | 12             |
| 13                                                                              | 99  | Antonio Giovinazzi | Alfa Romeo Racing-Ferrari | 24        | +41.880        | 14               |      | 13             |
| 14                                                                              | 18  | Lance Stroll       | Aston Martin-Mercedes     | 24        | +44.037        | 15               |      | 14             |
| 15                                                                              | 22  | Júki Cunoda        | AlphaTauri-Honda          | 24        | +46.150        | 12               |      | 15             |
| 16                                                                              | 6   | Nicholas Latifi    | Williams-Mercedes         | 24        | +46.760        | 16               |      | 16             |
| 17                                                                              | 63  | George Russell     | Williams-Mercedes         | 24        | +47.739        | 17               |      | 17             |
| 18                                                                              | 7   | Kimi Räikkönen     | Alfa Romeo Racing-Ferrari | 24        | +50.014        | 13               |      | BOX            |
| 19                                                                              | 47  | Mick Schumacher    | Haas-Ferrari              | 24        | +1:01.680      | 18               |      | 18             |
| 20                                                                              | 9   | Nikita Mazepin     | Haas-Ferrari              | 24        | +1:07.474      | 19               |      | 19             |
| Nejrychlejší kolo: Max Verstappen (Red Bull Racing-Honda) – 1:12.114 (v kole 9) |     |                    |                           |           |                |                  |      |                |
| Zdroj:                                                                          |     |                    |                           |           |                |                  |      |                |

Poznámky
1. ↑  Lewis Hamilton obdržel trest posunu o 5 míst vzad za překročení počtu povolených spalovacích motorů.
2. ↑  Kimi Räikkönen musel startovat z boxové uličky, protože jeho zadní křídlo bylo vyměněno v podmínkách Parc Fermé.

## Závod
| Poř.                                                                           | No. | Jezdec             | Konstruktér               | Počet kol | Čas/Odstoupení      | Pořadí na startu | Body |
| ------------------------------------------------------------------------------ | --- | ------------------ | ------------------------- | --------- | ------------------- | ---------------- | ---- |
| 1                                                                              | 44  | Lewis Hamilton     | Mercedes                  | 71        | 1:32:22.851         | 10               | 25   |
| 2                                                                              | 33  | Max Verstappen     | Red Bull Racing-Honda     | 71        | +10.496             | 2                | 18   |
| 3                                                                              | 77  | Valtteri Bottas    | Mercedes                  | 71        | +13.576             | 1                | 15   |
| 4                                                                              | 11  | Sergio Pérez       | Red Bull Racing-Honda     | 71        | +39.940             | 4                | 13   |
| 5                                                                              | 16  | Charles Leclerc    | Ferrari                   | 71        | +49.517             | 6                | 10   |
| 6                                                                              | 55  | Carlos Sainz Jr.   | Ferrari                   | 71        | +51.820             | 3                | 8    |
| 7                                                                              | 10  | Pierre Gasly       | AlphaTauri-Honda          | 70        | +1 kolo             | 7                | 6    |
| 8                                                                              | 31  | Esteban Ocon       | Alpine-Renault            | 70        | +1 kolo             | 8                | 4    |
| 9                                                                              | 14  | Fernando Alonso    | Alpine-Renault            | 70        | +1 lap              | 12               | 2    |
| 10                                                                             | 4   | Lando Norris       | McLaren-Mercedes          | 70        | +1 kolo             | 5                | 1    |
| 11                                                                             | 5   | Sebastian Vettel   | Aston Martin-Mercedes     | 70        | +1 kolo             | 9                |      |
| 12                                                                             | 7   | Kimi Räikkönen     | Alfa Romeo Racing-Ferrari | 70        | +1 kolo             | BOX              |      |
| 13                                                                             | 63  | George Russell     | Williams-Mercedes         | 70        | +1 kolo             | 17               |      |
| 14                                                                             | 99  | Antonio Giovinazzi | Alfa Romeo Racing-Ferrari | 70        | +1 kolo             | 13               |      |
| 15                                                                             | 22  | Júki Cunoda        | AlphaTauri-Honda          | 70        | +1 kolo             | 15               |      |
| 16                                                                             | 6   | Nicholas Latifi    | Williams-Mercedes         | 70        | +1 kolo             | 16               |      |
| 17                                                                             | 9   | Nikita Mazepin     | Haas-Ferrari              | 69        | +2 kola             | 19               |      |
| 18                                                                             | 47  | Mick Schumacher    | Haas-Ferrari              | 69        | +2 kola             | 18               |      |
| Ret                                                                            | 3   | Daniel Ricciardo   | McLaren-Mercedes          | 49        | Ztráta výkonu       | 11               |      |
| Ret                                                                            | 18  | Lance Stroll       | Aston Martin-Mercedes     | 47        | Poškození po kolizi | 14               |      |
| Nejrychlejší kolo: Sergio Pérez (Red Bull Racing-Honda) – 1:11.010 (v kole 71) |     |                    |                           |           |                     |                  |      |
| Zdroj:                                                                         |     |                    |                           |           |                     |                  |      |

Poznámky
1. ↑  Sergio Pérez získal jeden bod za zajetí nejrychlejšího kola.

## Průběžné pořadí po závodě
Pohár jezdců
|        | Pořadí | Jezdec          | Body  |
| ------ | ------ | --------------- | ----- |
|        | 1      | Max Verstappen  | 332,5 |
|        | 2      | Lewis Hamilton  | 318,5 |
|        | 3      | Valtteri Bottas | 203   |
|        | 4      | Sergio Pérez    | 178   |
|        | 5      | Lando Norris    | 151   |
| Zdroj: |        |                 |       |

Pohár konstruktérů
|        | Pořadí | Konstruktér      | Body  |
| ------ | ------ | ---------------- | ----- |
|        | 1      | Mercedes         | 521,5 |
|        | 2      | Red Bull-Honda   | 510,5 |
|        | 3      | Ferrari          | 287,5 |
|        | 4      | McLaren–Mercedes | 256   |
|        | 5      | Alpine–Renault   | 112   |
| Zdroj: |        |                  |       |